# Rai dire Nazionale
Rai dire Nazionale era un programma televisivo e radiofonico italiano, in onda su Rai 4 e Rai Radio 2 con la conduzione della Gialappa's Band.

## Descrizione
Il programma, condotto dalla Gialappa's Band, commentava in diretta le partite di qualificazione agli Mondiali di Calcio del 2018 e delle amichevoli della Nazionale di calcio dell'Italia; in studio erano presenti sia ospiti rappresentanti le nazioni che giocavano la partita, sia personaggi televisivi e sportivi italiani.

## Diffusione
Rai dire Nazionale viene trasmesso in contemporanea sulle frequenze di Rai 4 e di Rai Radio 2.